# Liste libre des paysans, classes moyennes et ouvriers
Ne doit pas être confondu avec la Liste libre, un parti politique du Liechtenstein
La liste libre des paysans, classes moyennes et ouvriers est un ancien parti politique luxembourgeois.

## Histoire
Le parti connu une existence brève au cours des années 1930 et participe uniquement aux élections législatives de 1937 avec une liste liée à celle de la liste démocratique et Pierre Prüm est même présent sur les deux,.

## Résultats électoraux
| Année | Voix   | %   | Rang | Sièges |
| ----- | ------ | --- | ---- | ------ |
| 1937  | 32 265 | 4,2 | 5e   | 1 / 55 |